# Lagarteira
Lagarteira é uma povoação portuguesa do Município de Ansião e sede de paróquia da Diocese de Coimbra que foi sede da Freguesia de Lagarteira, freguesia que tinha 7,53 km² de área e 504 habitantes (2011), e, portanto, uma densidade populacional de 66,9 hab/km².
A Freguesia de Lagarteira era uma das poucas freguesias portuguesas territorialmente descontínuas, tendo a adicional raridade de ser constituída por três partes, de extensão muito diferente: a parte principal, que concentrava mais de 80% do território da freguesia; um exclave a sudoeste da parte principal, separado desta pela freguesia de Torre de Vale de Todos, também do Município de Ansião, correspondente a praticamente todo o restante território da freguesia; e um segundo e muito mais pequeno exclave (aprox. 2% da área da freguesia), situado a sul do primeiro, sendo separado deste (numa extensão de muito poucos metros) pelas freguesias de Ansião (sede do município) e de  Cumieira (Município de Penela, Distrito de Coimbra).
A Freguesia de Lagarteira foi extinta em 2013, no âmbito de uma reforma administrativa nacional, tendo o seu território sido anexado à freguesia de Ansião, desfazendo-se desta forma a descontinuidade territorial.

## População

Freguesias extintas e agregadas à freguesia de Ansião no concelho de Ansião (Ansião).

| População da freguesia de Lagarteira | População da freguesia de Lagarteira | População da freguesia de Lagarteira | População da freguesia de Lagarteira | População da freguesia de Lagarteira | População da freguesia de Lagarteira | População da freguesia de Lagarteira | População da freguesia de Lagarteira | População da freguesia de Lagarteira | População da freguesia de Lagarteira | População da freguesia de Lagarteira | População da freguesia de Lagarteira | População da freguesia de Lagarteira | População da freguesia de Lagarteira | População da freguesia de Lagarteira |
| ------------------------------------ | ------------------------------------ | ------------------------------------ | ------------------------------------ | ------------------------------------ | ------------------------------------ | ------------------------------------ | ------------------------------------ | ------------------------------------ | ------------------------------------ | ------------------------------------ | ------------------------------------ | ------------------------------------ | ------------------------------------ | ------------------------------------ |
| 1864                                 | 1878                                 | 1890                                 | 1900                                 | 1911                                 | 1920                                 | 1930                                 | 1940                                 | 1950                                 | 1960                                 | 1970                                 | 1981                                 | 1991                                 | 2001                                 | 2011                                 |
| 754                                  | 732                                  | 651                                  | 712                                  | 733                                  | 798                                  | 681                                  | 864                                  | 858                                  | 698                                  | 686                                  | 669                                  | 565                                  | 566                                  | 504                                  |